# Życie Uniwersalne
Życie Uniwersalne (niem. Universelles Leben) – nowy ruch religijny o charakterze synkretycznym powstały w Niemczech w 1984. Założycielką jest Gabriele Wittek pochodząca z Würzburga, w którym mieści się dziś główna siedziba ruchu. Centralnymi hasłami są: równość, wolność, jedność, braterstwo i sprawiedliwość. Inna nazwa ruchu brzmi Prachrześcijanie w Życiu Uniwersalnym.

## Organizacja i wyznawcy
Organizacja opiera się na naukach Gabriele Wittek (określanej przez członków ruchu po prostu jako Gabriele), która przedstawia się jako prorokini przynosząca posłanie przekazane jej przez Jezusa i różne istoty nadprzyrodzone. Obok kazania na górze i dziesięciu przykazań stanowią one podstawę nauki teologicznej. Poszczególne jednostki (parafie) Życia Uniwersalnego określają się jako miejsca prachrześcijańskich spotkań.
Zwolennicy ruchu prowadzą m.in. szkołę, szpital przyrodoleczniczy, wydawnictwo, a także liczne gospodarstwa rolne, działające z wykorzystaniem ekologicznie kontrolowanych metod oraz nie korzystające z hodowli zwierząt. Oficjalnie ruch nie ma jednak kontroli administracyjnej nad tymi przybytkami.
Ponieważ ruch formalnie nie rejestruje członków, trudno dokładnie określić rzeczywistą liczbę jego wyznawców. Georg Schmid w książce Kirchen, Sekten, Religionen pisze o 100 000 zwolenników Uniwersalnego Życia, w tym 40 000 w Niemczech. Inne domniemania mówią o 10 000 członków, z czego 3000 w zespole miejskim Würzburga. Reprezentujący ruch zarejestrowane stowarzyszenie Universelles Leben e.V. liczy około 500 członków i zrzesza kierownictwo ruchu oraz pracowników związanych z nim przedsiębiorstw, głównie w samym Würzburgu. Jego członkowie określają się jako „Bundgemeinde Neues Jerusalem“ (Wspólnota Nowa Jerozolima).
Ruch jest finansowany wyłącznie z datków. Działalność prowadzi głównie w Bawarii, a poza nią działa on w innych rejonach Niemiec, a także w Austrii, Włoszech, Szwajcarii i innych państwach europejskich. Siedzibą ruchu jest dawny budynek mieszkalny w XIX-wiecznej dzielnicy Würzburga. W Polsce przedstawicielstwem ruchu jest Stowarzyszenie dla Popierania Życia Uniwersalnego, mające oddziały w Warszawie, Stargardzie oraz Jeleniej Górze.

## Historia
18 kwietnia 1987 miało rzekomo miejsce wielkie objawienie Chrystusa, który mówił m.in. o "Wewnętrznej drodze". Oznacza ona mistyczne nauczanie mówiące o tym, że każdy człowiek musi uwolnić swoją duszę z grzechów przy pomocy obecnego w nas Ducha Świętego Chrystusowego. Jest On naszym Panem i Osobistym Zbawicielem. Życie Uniwersalne mówi o tej samej ewangelii Chrystusowej, którą głosili apostołowie: Maria Magdalena, Paweł, Piotr i inni. Ewangelia Chrystusowa mówiła, "że Chrystus i Królestwo Boże, jest w każdym z nas". W Nowym Testamencie Jezus nauczał: "Szukajcie najpierw Królestwa Bożego i sprawiedliwości Jego, a wszystko pozostałe, będzie wam dodane"(Mat.6.33) i "...Królestwo Boże jest w was" (Łuk.17.21).

## Nauczanie
Ruch „Uniwersalne Życie” uznaje następujące zasady:
- 10 przykazań
- Kazanie na górze
- Wewnętrzna religia
- Wegetarianizm
- Reinkarnacja (bez możliwości bycia zwierzęciem)
- Prawo karmy
- Bóg jest wszystkim, niepodzielnym, wszechobecnym życiem
- Stopniowe otwieranie 7 ośrodków świadomości (czakr)

## Aktywne projekty
- Saamlińskie Dzieło Braterskiej Miłości do Przyrody i Zwierząt Twoje Królestwo nadchodzi – Twoja wola staje się Módl się i pracuj Kraina Łaski Ojczyzna dla Zwierząt – stwarza przestrzeń życiową dla zwierząt poprzez zakup i zagospodarowanie terenu, na którym zwierzęta mogą żyć swobodnie, wolnego od myśliwych, manipulacji genetycznej, eksperymentów.
- Wydawnictwo Das Wort

## Publikacje
- To jest Moje Słowo. Alfa i Omega. Ewangelia Jezusa Objawienie Chrystusowe, jakie znają już prawdziwi chrześcijanie na całym świecie
- Wielkie kosmiczne nauki JEZUSA z Nazaretu dla Jego apostołów i uczniów, którzy mogli je pojąć
- Sędzia: A jednak jest to Bóg, Odwieczny Prawda o Gabrieli, prorokini Boga
- Jesz mięso, będziesz chory
- Zwierzę – Człowiek Kto jest więcej wart?
- Wewnętrzna Droga. Wydanie zbiorowe Prachrześcijańskie otwieranie świadomości ** Stopnie podstawowe ** Wielkie kosmiczne nauki Jezusa z Nazaretu
- Czasopismo – Prorok
- Listy Gabrieli (periodycznie)

## Kontrowersje
W 2002 czasopismo obrońców praw zwierząt Voice opublikowało krytyczny wobec ruchu artykuł, opisując czynione przez jego członków próby spenetrowania środowiska obrońców praw zwierząt, m.in. poprzez Inicjatywę na rzecz zakazu polowań. Ponadto opisano wewnętrzne struktury ruchu religijnego i jej powiązania. Wywołało to skoordynowane składanie pozwów procesowych, nie dotyczących jednak właściwego artykułu, lecz innych spraw. W rezultacie nastąpiła upadłość czasopisma, które nie miało wystarczających środków finansowych do prowadzenia licznych procesów. Krytycy ruchu określają tę akcję jako udaną próbę zamknięcia ust dziennikarzom. Prywatna skarga przeciwko byłemu wydawcy czasopisma, Andreasowi Hochausowi, została odrzucona.
Krytycy dostrzegają w pismach Uniwersalnego Życia wątki antysemickie. Założycielka ruchu, Gabriele Wittek, w programowej publikacji To jest Moje Słowo pisze m.in. o dziedzicznym obciążeniu Żydów grzechem Judasza, aż do czasu, gdy przyjmą Zbawiciela.
Niektórzy zarzucają Uniwersalnemu Życiu, że posiada totalitarne struktury. Bawarski Sąd Administracyjny określił taką krytykę jako dopuszczalną, pisząc w wyroku (nr akt 7 CE 93.2403/M 7 E 93.1976): Sposób ukształtowania życia wspólnoty, jak wynika z "przepisów wspólnoty" "Uniwersalnego Życia", wolno w ostrym i ciętym sformułowaniu określić jako totalitarną strukturę, bez naruszania przy tym przepisów konstytucji. Uniwersalne Życie odpiera zarzuty, tłumacząc, że inaczej niż np. Kościół katolicki nie posiada hierarchii i zakłada równość wszystkich ludzi.